# Spodoptera rubrifusa
Spodoptera rubrifusa là một loài bướm đêm trong họ Noctuidae.